# Neochromis nigricans
Neochromis nigricans là một loài cá thuộc họ Cichlidae. Nó được tìm thấy ở Kenya, Tanzania, and Uganda. Các môi trường sống tự nhiên của chúng là hồ nước ngọt and đầm lầy nước ngọt.